# Hugo Mallo

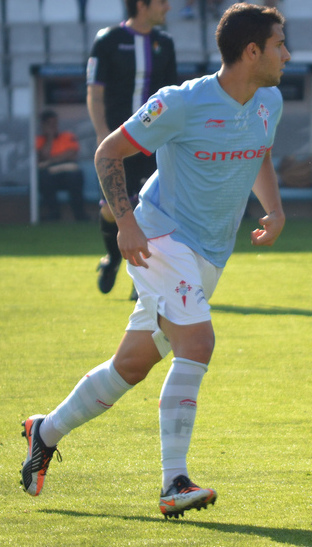
Hugo Mallo op het veld

Hugo Mallo Novegil (Marín, 22 juni 1991) is een Spaans voetballer die doorgaans als rechtsback speelt. Hij stroomde in 2009 door vanuit de jeugd van Celta de Vigo.

## Clubcarrière
Mallo sloot zich op achtjarige leeftijd aan bij Celta de Vigo. In zijn eerste seizoen speelde hij 24 wedstrijden voor de club, in de Segunda División. In het seizoen 2011-2012 speelde hij dertig wedstrijden voor de Galiciërs en maakte hij zijn eerste doelpunt bij de senioren. In dat seizoen eindigde Celta de Vigo als tweede en keerden de club na vijf jaar terug naar de Primera División. Hij maakte zijn debuut in de Primera División op 18 augustus 2012, tegen Málaga.

## Clubstatistieken
| Seizoen     | Club          | Competitie       | Competitie | Competitie | Beker | Beker | Internationaal | Internationaal | Totaal | Totaal |
| Seizoen     | Club          | Competitie       | Wed.       | Dlp.       | Wed.  | Dlp.  | Wed.           | Dlp.           | Wed.   | Dlp.   |
| ----------- | ------------- | ---------------- | ---------- | ---------- | ----- | ----- | -------------- | -------------- | ------ | ------ |
| 2009/10     | Celta de Vigo | Primera División | 25         | 0          | 4     | 0     | —              | —              | 29     | 0      |
| 2010/11     | Celta de Vigo | Primera División | 30         | 1          | 0     | 0     | —              | —              | 30     | 1      |
| 2011/12     | Celta de Vigo | Primera División | 34         | 0          | 3     | 0     | —              | —              | 37     | 0      |
| 2012/13     | Celta de Vigo | Primera División | 17         | 0          | 4     | 0     | —              | —              | 21     | 0      |
| 2013/14     | Celta de Vigo | Primera División | 33         | 0          | 2     | 0     | —              | —              | 35     | 0      |
| 2014/15     | Celta de Vigo | Primera División | 28         | 1          | 1     | 0     | —              | —              | 29     | 1      |
| 2015/16     | Celta de Vigo | Primera División | 34         | 1          | 7     | 0     | —              | —              | 41     | 1      |
| 2016/17     | Celta de Vigo | Primera División | 23         | 2          | 6     | 0     | 12             | 1              | 41     | 3      |
| 2017/18     | Celta de Vigo | Primera División | 34         | 0          | 4     | 0     | —              | —              | 38     | 0      |
| 2018/19     | Celta de Vigo | Primera División | 35         | 1          | 0     | 0     | —              | —              | 35     | 1      |
| 2019/20     | Celta de Vigo | Primera División | 2          | 0          | 0     | 0     | —              | —              | 2      | 0      |
| Club totaal | Club totaal   | Club totaal      | 295        | 6          | 31    | 0     | 12             | 1              | 338    | 7      |

Bijgewerkt t/m 14 september 2019

## Interlandcarrière
Mallo kwam uit voor Spanje –19, Spanje –20 en Spanje –21.
1 Villar ·
2 Starfelt ·
3 Mingueza ·
5 Carreira ·
6 Moriba ·
7 Iglesias ·
8 Beltrán ·
9 Douvikas ·
10 Aspas  ·
11 Cervi ·
12 González ·
13 Guaita ·
14 De la Torre ·
15 Aidoo ·
16 Jailson ·
17 Bamba ·
18 Durán ·
19 Swedberg ·
20 Alonso ·
21 Ristić ·
22 Manquillo ·
23 Allende ·
24 Domínguez ·
25 Rodríguez ·
30 Álvarez ·
33 Sotelo ·
Coach: Giráldez